# Andrésy
 Andrésy  es una población y comuna francesa, situada en la región de Isla de Francia, departamento de Yvelines, en el distrito de Saint-Germain-en-Laye y cantón de Andrésy.

## Demografía
| 1 079 | 1 017 | 938 | 895 | 862 | 942 | 945 | 937 | 907 | 952 | 939 | 942 | 970 | 962 | 1 117 | 1 256 | 1 265 | 1 323 | 1 310 | 1 469 | 1 759 | 1 977 | 2 234 | 2 456 | 2 968 | 3 279 | 4 189 | 4 876 | 8 927 | 11 185 | 12 548 | 12 485 | 12 233 |
| Para los censos de 1962 a 1999 la población legal corresponde a la población sin duplicidades (Fuente: INSEE [Consultar]) |       |     |     |     |     |     |     |     |     |     |     |     |     |       |       |       |       |       |       |       |       |       |       |       |       |       |       |       |        |        |        |        |